# Canthidium hespenheidei
Canthidium hespenheidei là một loài bọ cánh cứng trong họ Bọ hung (Scarabaeidae).